# (38960) Yeungchihung
(38960) Yeungchihung est un astéroïde de la ceinture principale.

## Description
(38960) Yeungchihung est un astéroïde de la ceinture principale. Il fut découvert le 2 octobre 2000 à l'observatoire Desert Beaver par William Kwong Yu Yeung. Il présente une orbite caractérisée par un demi-grand axe de 3,04 UA, une excentricité de 0,28 et une inclinaison de 1,2° par rapport à l'écliptique.